# Чорнолозка
Чорноло́зка — село в Україні, у Берестинському районі Харківської області. Населення становить 374 осіб. Орган місцевого самоврядування — Сахновщинська селищна рада.

## Географія
Село Чорнолозка знаходиться на берегах річки Багата, в місці впадіння в неї річки Скотова. Вище за течією річки Багата, на відстані 2 км розташоване село Бессарабівка, нижче за течією на відстані 1,5 км розташоване село Дар Надії. Село витягнуто вздовж річки на 7 км. Через село проходить залізниця, станція Платформа 122 км.

## Історія
1900 — дата заснування.
Під час організованого радянською владою Голодомору 1932—1933 років померло щонайменше 4 жителі села.

## Економіка
- Молочно-товарна ферма.

## Пам'ятки
- Поблизу села розташований ботанічний заказник місцевого значення «Родничок» — об'єкт природно-заповідного фонду Харківської області.
- В селі Чорнолозка, на правому березі річки Багата в невеликому кар'єрі оголюються средньосарматські (міоцен) породи: буро-сіра глина, білий вапняк c гніздами глини, а нижче — білий, жовтий і сірий середньозернистий пісок, що становить основну частину розрізу. Видима потужність товщі 5-7 м. Оголення має наукове значення.